# Руда-Селецкая
Руда-Селецкая (укр. Руда-Сілецька) — село в Каменка-Бугской городской общине Львовского района Львовской области Украины.
Население по данным 2023 года составляло 273 человек. Занимает площадь 9,9 км². Почтовый индекс — 80422. Телефонный код — 3254.

## Галерея
- Сельская школа
- Церковь Святого Юра (УГКЦ)
- Часовня Матери Божьей Фатимской Матери Божьей Фатимской (РКЦ)